# Климчук Олександр Борисович
Олекса́ндр Бори́сович Климчу́к (1956—2023) — український гідрогеолог, геоморфолог, карстолог і спелеолог, член-кореспондент НАН України (2018), доктор геологічних наук (2013), лауреат Державної премії України у галузі науки і техніки (2011).

## Життєпис
Народився 29 серпня 1956 року в Одесі. З юнацьких років захоплювався дослідженням печер, брав участь у експедиціях у печери з 1968 року, з віку 11 років, у складі спелеологічної групи Київського палацу піонерів. 
1972 року, у віці 17 років, почав працювати техніком в Інституті геологічних наук у Києві. У 1983 році закінчив Київський університет, здобув спеціальність географ-геоморфолог, після чого й далі працював у Інституті геологічних наук. 
У 1999 році захистив кандидатську дисертацію та здобув ступінь кандидата геологічних наук. 
Протягом 2006—2014 років очолював Український інститут спелеології і карстології при Таврійському університеті у Сімферополі. 2013 року захистив докторську дисертацію. У 2014 році через російську агресію залишив Крим і повернувся до роботи в Інституті геологічних наук НАН України у Києві на посаді головного наукового співробітника. 
Протягом 2017—2021 років входив до першого складу Національної ради України з питань розвитку науки і технологій. У 2018 році обраний членом-кореспондентом НАН України. 
З 2021 року був головним редактором Геологічного журналу. 2022 року обраний почесним довічним членом Британської асоціації дослідження печер. Помер внаслідок хвороби 12 травня 2023 року.

## Спелеологічні дослідження
Загалом Климчук досліджував печери в 38 країнах світу.
Під час навчання в школі брав участь у експедиціях з досліджень і розкопок печер в Україні (Киянка, Атлантида, печери Криму), на Кавказі, в північному Прикаспії, Архангельській області. 1971 року відкрив на плато Кирктау шахту Київська під час двох перших експедицій київських спелеологів у Центральну Азію. Упродовж 1970-х років брав участь у її дослідженнях, а наприкінці десятиліття організував експедиції на Зеравшанському, Алайському, Туркестанському, Ферганському хребтах та на масив Кугітанг.
Протягом 1980-х років Климчук організовував експедиції на Західний Кавказ, зокрема на масив Арабіка та до району Ортобалаган. Під його керівництвом було досліджено шахту Куйбишевська, проведено експерименти щодо руху підземних вод масиву Арабіка, знайдено продовження шахти Крубера. Загалом завдяки дослідженням Климчука на Західному Кавказі було описано найглибшу карстову гідросистему світу.
Климчук був засновником проєкту “Поклик безодні”, що сприяв експедиціям Української спелеологічної асоціації на Арабіку та масив Аладаглар у Туреччині. У рамках проєкту він керував мужнародними експедиціями на Аладаглар у 2001, 2002, 2003, 2004, 2006 та 2008 роках. Для експедицій в печери Крубера та Кузгун 2004 року залучив підтримку журналу «National Geographic». 
Климчук уперше був обраний головою Київської секції спелеології міського клубу туристів 1975 року, пізніше переобирався. У 1985-1991 роках був першим президентом Київського спелеологічного клубу, який і заснував. У ті ж роки працював заступником голови Комісії з карсту та спелеології АН СРСР. У 1992 році Климчук став засновником Української спелеологічної асоціації, був її президентом в 1992-1998 та 2004-2005 рр та членом Президії в 1992-2010 роках.